# Ел Фаиз
Ел Фаиз би-Насралах (арап. الفائز بدين الله‎; 1149-1160) био је тринаести и претпоследњи фатимидски калиф. Владао је од 1154. године до своје смрти.

## Биографија
Ел Фаиз је наследио свога оца ел Зафира још као дете (1154. године). Регентство над њим вршио је везир Тали ибн Русик. Крсташи су годину дана раније освојили фатимидски Аскалон образујући у њему грофовију из које су се борили против Египта. Русик је покушао да склопи савез са зенгидским владаром Нур ад Дином. Ел Фаиз никада није држао власт у својим рукама. Умро је 1160. године. Наследио га је брат, такође малолетан, ел Адид. Он ће бити последњи фатимидски калиф. Саладин ће га приморати да га именује везиром након чега ће организовати калифову смрт прикључујући Фатимидски калифат држави Зенгида.